# Sebastjan Cimirotič
Sebastjan Cimirotič (Ljubljana, 14. rujna 1974.), slovenski umirovljeni nogometaš.
Započeo karijeru u Slovanu, a potom ljubljanskoj Olimpiji. U 1. HNL dolazi na zimu 1997. potpisavši za Rijeku. U prvoj polusezoni u 10 utakmica zabija 2 gola, ostaje do narednog zimskog transfer roka i bilježi identičan omjer nastupa i golova. Nakon toga nastupa u Izrael igrajući za Hapoel iz Tel Aviva gdje ga i danas pamte kao velikog igrača. Potom se vraća u Olimpiju, pa seli u Italiju gdje igra u Lecceu. Poslije Italije uslijedio je još jedan povratak u slovensku ligu, gdje se zadržava do 2005. igrajući i u Publikumu. Pred početak naredne sezone odlazi u korejski Incheon United odakle ga tijekom zime sezone 2005./06. šalju na posudbu u splitski Hajduk. U Hajduku radi ozljede propušta velik broj utakmica, od 4 čak 3 bila su derbiji s Dinamom, u kojima je postigao jedan pogodak, za pobjedu u Splitu 1:0. Uslijedila je ponovna posudba u NK Domžale.
Statistika u Hajduku
| Natjecanje        | Nastupi | Zgoditci |
| ----------------- | ------- | -------- |
| Prvenstvo         | 5       | 1        |
| Kup               | 0       | 0        |
| Superkup          | 0       | 0        |
| Međunarodne       | 0       | 0        |
| Splitski podsavez | 0       | 0        |
| Ukupno            | 5       | 1        |
| Prijateljske      | 1       | 0        |
| Sveukupno         | 6       | 1        |

Prvi mu je službeni nastup za hajduk prvenstvena utakmica protiv zagrebačkog Dinama. Nastupio i u početnom sastavu.
U reprezentaciji debitira 25. ožujka 1998. protiv Poljske. Za istu je upisao 33 nastupa i postigao 6 pogodaka. Sudjelovao je na Svjetskom prvenstvu u nogometu u Južnoj Koreji i Japanu 2002.  godine, gdje je bio strijelac prvog pogotka Slovenije u povijesti svjetskih prvenstava, u susretu protiv Španjolske.[nedostaje izvor]